# Карши-Ханабад
Ханаба́д (Карши, узб. Qarshi Xonobod aeroporti) — военный аэродром, расположенный в посёлке Ханабад Кашкадарьинской области Узбекистана, в 10 км восточнее города Карши.

## История
Аэродром построен в 1954 году для размещения авиации ПВО (директивой Военного министра СССР от 23.12.1950 года).
В период с ноября 1954 года по май 1992 года на аэродроме базировался 735-й истребительный авиационный полк ПВО, прибывший после войны в Корее на самолётах МиГ-15, МиГ-17, Су-9, МиГ-23М, выполнявший задачи ПВО. В 1981 году переименован 735-й авиационный полк истребителей-бомбардировщиков на самолётах МиГ-23, а 1984 году — в 735-й бомбардировочный авиационный полк на самолётах Су-24.
В период со 2 июля 1980 года по 2 января 1989 года полк принимал участие в советско-афганской войне, базируясь частью сил на аэродроме Какайды. Весной 1984 года (с 7 апреля по 11 мая) на аэродром перебазировался 200-й гвардейский тяжёлый бомбардировочный авиационный Брестский Краснознамённый полк и одна эскадрилья 251-го гвардейского тяжелого бомбардировочного авиационного полка из Белой Церкви. 20-21 апреля территории афганских повстанцев были подвержены крупнейшим за всю войну бомбардировкам, было израсходовано 334 авиабомбы ФАБ-500, 464 ФАБ-250,320 ОФАБ-250.
28 октября 1988 года на аэродром был перебазирован с аэродрома Николаевка 149-й Гв. БАП в составе 24 Су-24. Самолетами Ил-76 был перемещен личный состав полка. С 31 октября до начала января 1989 года летчики полка осуществляли боевые вылеты по территории Афганистана с целью обеспечения безопасного вывода наземных войск.
В январе 1992 года, после образования независимого Узбекистана, полк передан в состав узбекских ВВС.

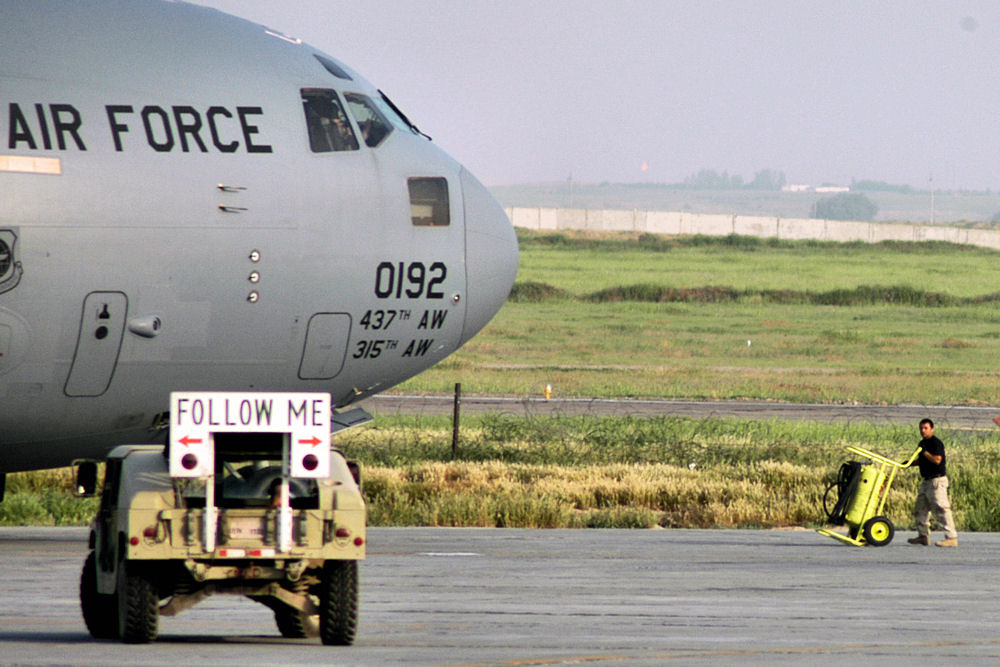
C-17 ВВС США на аэродроме, 2005 год

После терактов 11 сентября 2001 года и создания под эгидой США «глобальной антитеррористической коалиции» Узбекистан передал базу в пользование министерству обороны США для авиационной поддержки операций на территории Афганистана, поставок продовольствия и военного имущества американским войскам.
В Узбекистан были переброшены эскадрилья военно-транспортных самолётов C-130, около десяти вертолётов Black Hawk и около 1500 военнослужащих, размещённых здесь в соответствии с двусторонним соглашением, подписанным 7 октября 2001 года.
США значительно реконструировали аэродром и платили за пользование базой $10 млн в год, а Узбекистан стал одним из ключевых партнёров США в Центральной Азии. Власти США на базу к 2004 году потратили 163 млн долларов.
После того, как США потребовали от властей Узбекистана проведения независимого расследования майских событий в Андижане, в начале июля 2005 года на саммите Шанхайской организации сотрудничества была принята декларация с призывом к США рассмотреть вопрос о целесообразности дальнейшего пребывания американских военных в Кыргызстане и Узбекистане.
Летом 2005 года власти Узбекистана утвердил закон, по которому приостанавливал сотрудничество по базе. В принятом документе отмечалось, что Узбекистан «не видит причин для продления деятельности базы ВВС США на территории Узбекистана». В заявлении напоминается, что «аэродром был предоставлен США для проведения поисково-спасательных и гуманитарных операций в Афганистане на основании соглашения, подписанного в 2001 году. Узбекистан выполнил свои обязательства, однако США не возместили расходы от нанесённого ущерба окружающей среде».
5 октября 2005 года сенат США утвердил поправку, запрещающую в течение 2006 финансового года погашение американской задолженности Узбекистану за использование базы Карши-Ханабад в размере $23 млн, накопившейся с января 2003 по март 2005 года.
В октябре 2005 года государственный секретарь США Кондолиза Райс, посетившая Кыргызстан, договорилась с президентом Курманбеком Бакиевым о переводе американского контингента из Узбекистана на авиабазу Манас.
21 ноября 2005 года авиабазу покинул последний американский самолёт.
С 2006 года базу начали использовать российские войска в связи с возвращением Узбекистана в ОДКБ.
28 июня 2012 года Узбекистан приостановил членство в ОДКБ и базу стала использоваться исключительно ВВС Узбекистана.

## Происшествия
- В июне 1975 года МиГ-21Р из состава отдельной разведывательной эскадрильи (в/ч 23232), пилотируемый капитаном Анатолием Пятаковым, потерпел ночью катастрофу в районе газового завода г. Мубарек. Лётчик погиб. Причина — потеря лётчиком зрительной ориентации в ночном полёте при резкой смене освещённости в зоне полёта.
- 4 марта 1988 года катастрофа самолёта МиГ-21Р из состава отдельной разведывательной эскадрильи, аэродром Карши, лётчик командир АЭ майор Шевченко Г. И. Самолёт столкнулся с землёй в результате ошибки пилотирования (лётчик сосредоточился на поиске наземной цели на полигоне и упустил контроль за высотой).
- 18 декабря 1988 катастрофа Су-24 из состава 735-го БАП в следствии схода с ВВП из-за сильного бокового ветра. Из-за пожара самолет сгорел, от ожогов погиб штурман. Самолет осуществлял боевой вылет как ретранслятор, обеспечивая выполнение боевой задачи самолетами 735 и 149 БАП.
- В 1991 году летом при проверке Су-24 на форсаж сгорел самолет, перевернувшись на взлетной полосе
- 24 января 1992 года.  Катастрофа Су-24,  аэродром Карши,  старший летчик лейтенант Чиженко,  штурман самолета лейтенант Джалавов,  при выполнении взлета после отрыва самолета на высоте 3-5м крен самолет достиг 45њ,  на высоте 15-18м крен составил 80њ-90њ,  экипаж выполнил катапультирование, однако из-за малой высоты столкнулся с землёй и погиб. Причина - не включение форсажа левого двигателя при высвечивании в кабине сигнализации о включении режима ПФ обоих двигателей.